# Phục linh
Phục linh (tên khoa học: Wolfiporia extensa (Peck) Ginns, đồng nghĩa: Poria cocos F.A.Wolf) là một loài nấm trong họ Polyporaceae. Các vị thuốc Đông y lấy từ loài này là phục linh bì, xích phục linh, bạch phục linh, và phục thần.